# 東雁来公園
東雁来公園（ひがしかりきこうえん）は、北海道札幌市東区東雁来12条4丁目にある公園。
雁来大橋の少し北側に位置し、東雁来通りに面している。
公園の中心施設は、2面の人工芝サッカー場である。通りの向かい側には札幌サッカーアミューズメントパークが擁するサッカー場が2面と、さらに北海道コンサドーレ札幌用の1面があるため、当公園と合わせて5面もの高規格サッカー場が集結したこの一帯は、さながら「サッカー銀座」とでもいうべき様相を呈している。

## 施設
- コンビネーション遊具（大）
- コンビネーション遊具（小）
- ターザンロープ
- スキー山
  - 2面（Ｈ＝3.0m,Ｈ＝1.5m）
- パークゴルフ場
  - 1面（9H）
- サッカー場
  - 2面（人工芝）（JFA公認）